# Blåshaj
Blåshaj (Cephaloscyllium ventriosum) är en hajart som först beskrevs av Garman 1880.  Blåshaj ingår i släktet Cephaloscyllium och familjen rödhajar. IUCN kategoriserar arten globalt som livskraftig. Inga underarter finns listade.
Arten förekommer i Stilla havet vid Nord- och Sydamerikas kustlinjer. Den norra populationen hittas från Kalifornien till södra Mexiko samt i Californiaviken. Den södra populationen lever vid centrala Chile. Blåshajen kan dyka till 500 meters djup. Den föredrar områden med klippig grund och ett täcke av kelp. Arten besöker även havszoner där grunden är täckt av andra alger. Individerna är främst nattaktiva. De vilar på dagen i grottor eller i mindre bergssprickor där de ofta bildar grupper.
Honor lägger ägg och fäster de på vattenväxter. Äggen kläcks efter 7,5 till 10 månader. De nykläckta ungarna är 13 till 15 cm långa. Hanar blir könsmogna när de är 82 till 87cm långa. De största exemplaren blir 110cm långa.

## Bildgalleri

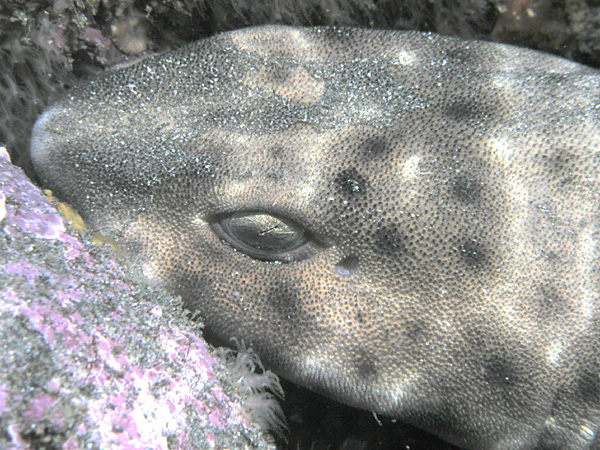
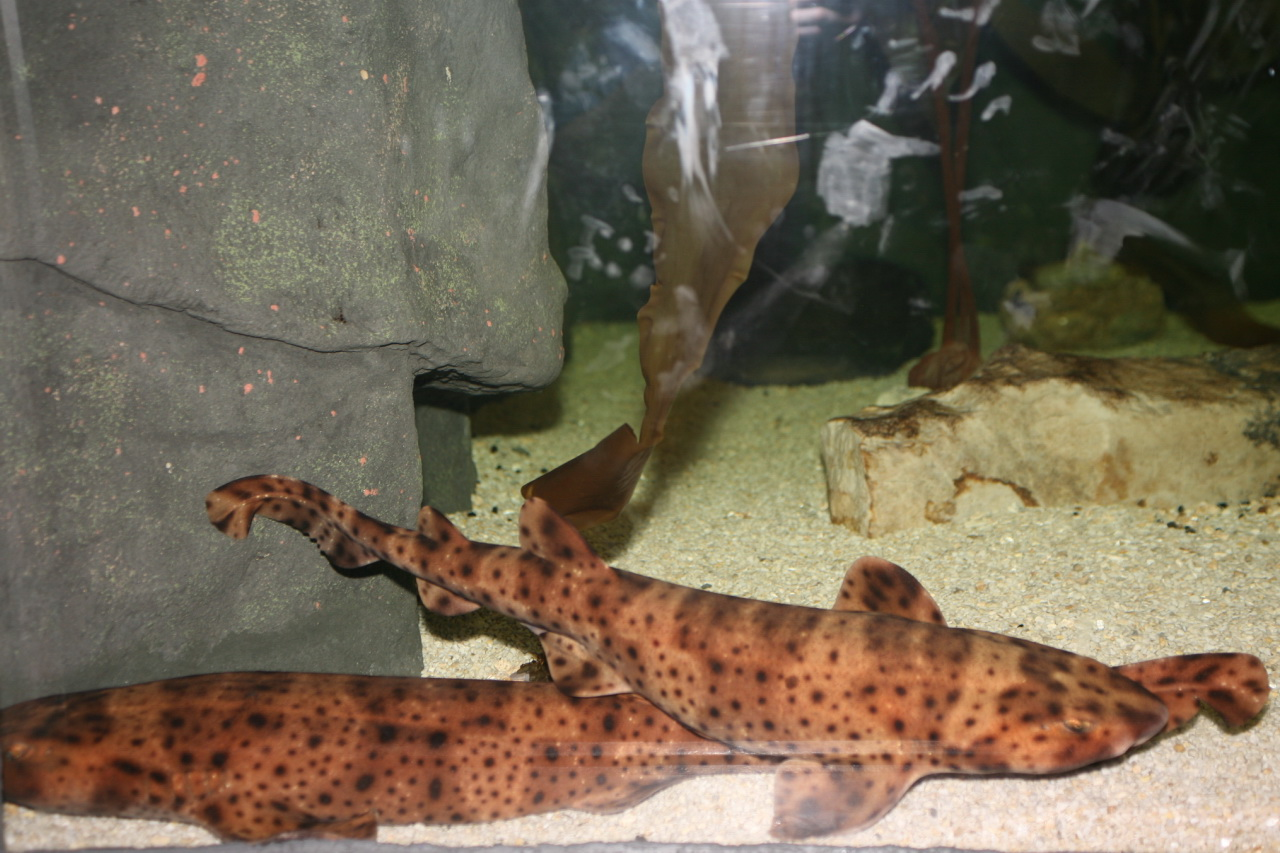
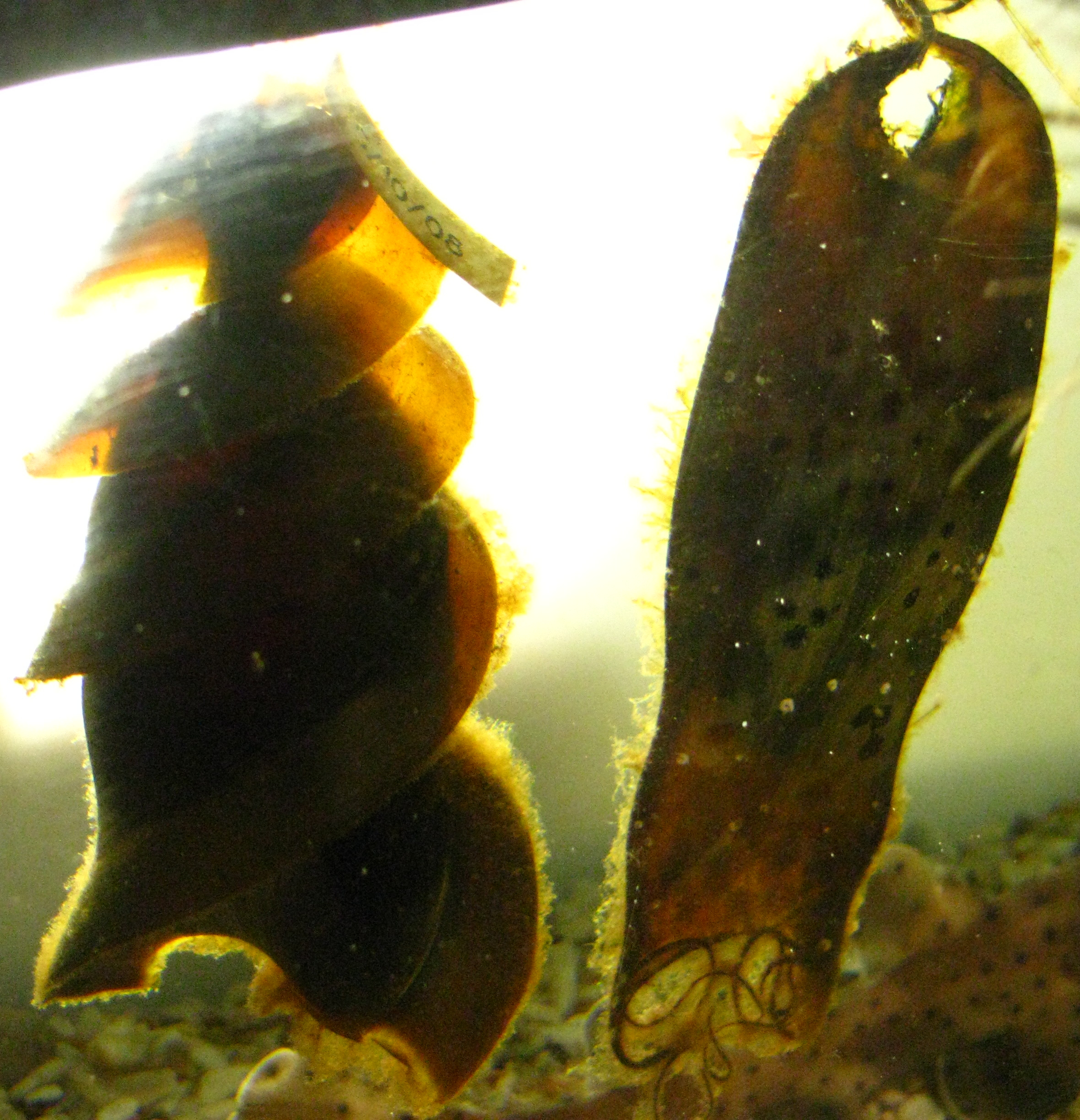